# 17%
Albums de Leto
100 visages
(2020) Jusqu'aux étoiles
(2022)
17% est le deuxième album studio de Leto sorti le 17 septembre 2021 en édition standard puis le 18 février 2022 en édition extension.

## Liste des titres
| Édition standard | Édition standard                    | Édition standard                         | Édition standard | Édition standard | Édition standard | Édition standard | Édition standard | Édition standard | Édition standard |
| No               | Titre                               | Compositeur(s)                           | Durée            |                  |                  |                  |                  |                  |                  |
| ---------------- | ----------------------------------- | ---------------------------------------- | ---------------- | ---------------- | ---------------- | ---------------- | ---------------- | ---------------- | ---------------- |
| 1.               | 17 %                                | Neva, Price D.                           | 2:42             |                  |                  |                  |                  |                  |                  |
| 2.               | Power                               | 6AM, Yaxa, Lou Binks                     | 2:50             |                  |                  |                  |                  |                  |                  |
| 3.               | Petit frère                         | Young KO, Hoodstar                       | 3:10             |                  |                  |                  |                  |                  |                  |
| 4.               | All Eyez on Me                      | Treg, Zepol                              | 2:42             |                  |                  |                  |                  |                  |                  |
| 5.               | Derrière nos tours (feat. Maes)     | HoloMobb, Boumidjal                      | 3:04             |                  |                  |                  |                  |                  |                  |
| 6.               | Tout recommencer                    | Nardey, Scar                             | 2:30             |                  |                  |                  |                  |                  |                  |
| 7.               | Jeune soldat                        | Enigma Beats, Guilty                     | 3:22             |                  |                  |                  |                  |                  |                  |
| 8.               | Mapessa (feat. Tiakola)             | HoloMobb, Boumidjal                      | 2:48             |                  |                  |                  |                  |                  |                  |
| 9.               | Prada                               | Denzel, TripleNBeat                      | 2:51             |                  |                  |                  |                  |                  |                  |
| 10.              | Franklin Saint                      | Le Marabout, D-Way Beatz, AgahEverything | 3:13             |                  |                  |                  |                  |                  |                  |
| 11.              | Christian Dior (feat. MHD)          | DSK                                      | 3:19             |                  |                  |                  |                  |                  |                  |
| 12.              | Rihanna                             | Zepol                                    | 2:35             |                  |                  |                  |                  |                  |                  |
| 13.              | Vibes                               | Shiruken Music, Hard Level               | 2:58             |                  |                  |                  |                  |                  |                  |
| 14.              | Ouais ouais (feat. Hamza)           | Prinzly, Ponko, Kube, Dyform             | 3:24             |                  |                  |                  |                  |                  |                  |
| 15.              | T'avais raison                      | Akuma Tracks                             | 2:41             |                  |                  |                  |                  |                  |                  |
| 16.              | Truc en moi (feat. Cheu-B & Kepler) | MOC, Davy One                            | 3:41             |                  |                  |                  |                  |                  |                  |
| 17.              | Outro                               | LeTempsDuPiano, FrenchisBeatz            | 2:45             |                  |                  |                  |                  |                  |                  |
| 18.              | Papel                               | Enigma Beats, Mousta                     | 2:46             |                  |                  |                  |                  |                  |                  |
| 50:35            |                                     |                                          |                  |                  |                  |                  |                  |                  |                  |

| Extension | Extension                            | Extension                            | Extension | Extension | Extension | Extension | Extension | Extension | Extension |
| No        | Titre                                | Compositeur(s)                       | Durée     |           |           |           |           |           |           |
| --------- | ------------------------------------ | ------------------------------------ | --------- | --------- | --------- | --------- | --------- | --------- | --------- |
| 19.       | Mozart Capitaine Jackson (Épisode 2) | Scvrla, Raed                         | 3:21      |           |           |           |           |           |           |
| 20.       | Life                                 | Taria, Yaxa, Globe Saucer, Lou Binks | 2:44      |           |           |           |           |           |           |
| 21.       | Overbooké (feat. Franglish)          | Takeshi-San, Tendry                  | 3:15      |           |           |           |           |           |           |
| 22.       | Sensationnel                         | Globe Saucer                         | 2:20      |           |           |           |           |           |           |
| 23.       | O.G. (feat. Dinos)                   | Boumidjal                            | 3:01      |           |           |           |           |           |           |
| 24.       | Cupidon                              | Dany Synthé                          | 2:46      |           |           |           |           |           |           |
| 25.       | Trop frais (feat. Guy2Bezbar)        | Yaxa, Lou Binks                      | 3:11      |           |           |           |           |           |           |
| 26.       | Guedro remontée                      | Junior Alaprod                       | 2:51      |           |           |           |           |           |           |
| 60:14     |                                      |                                      |           |           |           |           |           |           |           |

## Clips vidéos
- Tout recommencer : 2 septembre 2021
- 17% : 17 septembre 2021
- Mapessa (avec Tiakola) : 6 octobre 2021
- Rihanna : 24 novembre 2021
- Mozart Capitaine Jackson (Épisode 2) : 16 février 2022
- Trop frais (avec Guy2Bezbar) : 17 mars 2022

## Titres certifiés en France

### Édition standard
- 17%  Or[3]
- Mapessa (avec Tiakola)  Diamant[4]
- Rihanna  Or

## Classements et certifications

### Classements hebdomadaires
| Classements (2021)           | Meilleure position |
| ---------------------------- | ------------------ |
| France (SNEP)                | 1                  |
| Belgique (Flandre Ultratop)  | 36                 |
| Belgique (Wallonie Ultratop) | 4                  |
| Suisse (Schweizer Hitparade) | 10                 |

### Certifications
| Région                                                                                                 | Certification | Ventes/Streams |
| --- | ------------- | -------------- |
| France (SNEP)                                                                                          | Platine       | 100 000*       |
| *Ventes selon la certification ^Mise en rayon selon la certification xNon précisé par la certification |               |                |